# Matilda Smith

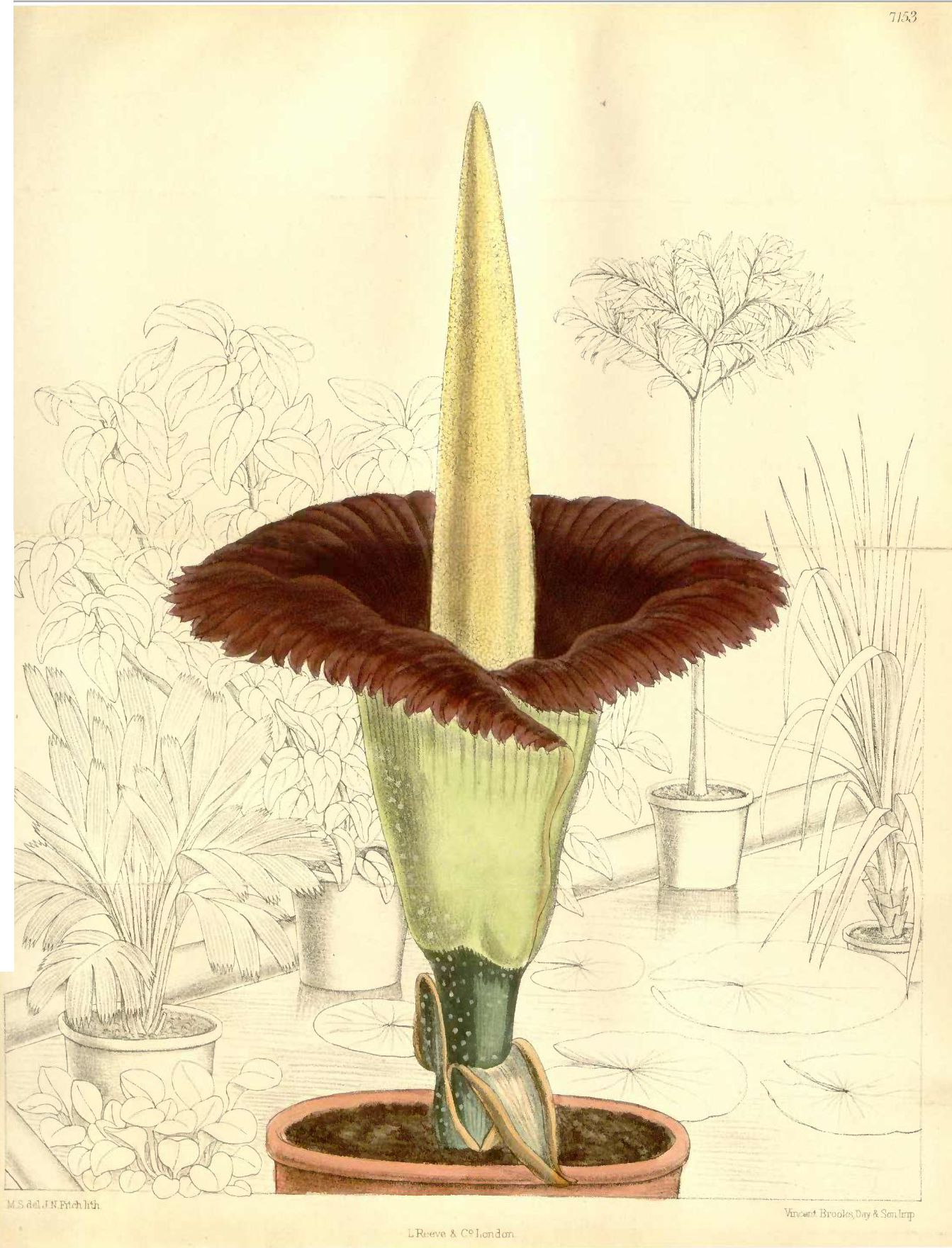
Flor-cadáver, Amorphophallus titanum, gravura de Matilda Smith publicada no Curtis's Botanical Magazine, em 1891. Smith desenhou esta planta durante a sua primeira floração em Kew Gardens em 1889.

Alice Matilda Smith (Bombaim, 30 de julho de 1854 — Kew, 5 de janeiro de 1927) foi uma botânica e ilustradora, cuja obra principal, consistindo em mais de 2300 gravuras, foi publicada no Curtis's Botanical Magazine ao longo de mais de quarenta anos. Foi o primeiro artista a retratar detalhadamente a flora da Nova Zelândia, a primeira artista oficial dos Jardins Botânicos Reais de Kew e a segunda mulher admitida como sócio da Sociedade Lineana de Londres.

## Biografia
Matilda Smith nasceu em Bombaim, Índia Britânica, em 30 de julho de 1854, mas sua família regressou a Inglaterra quando ela era ainda pequena. Os seus interesses em botânica e arte botânica foram estimulados por seu primo segundo grau Joseph Dalton Hooker, cuja filha Harriet Anne Hooker Thiselton-Dyer também se tornaria uma reputada ilustradora botânica. Hooker era então diretor de Kew Gardens e um talentoso ilustrador por direito próprio, tendo trazido Smith para os Jardins para a treinar como ilustrador.
Matilda Smith admirava especialmente o trabalho de Walter Hood Fitch, que era então o artista principal da revista Curtis's Botanical Magazine. Apesar do seu treino artístico limitado, Hooker encorajou Matilda a mostrar os seus trabalhos à revista, que em 1878 publicou pela primeira vez um de seus desenhos.
Em 1877 ocorreu uma disputa sobre o pagamento das ilustrações entre Fitch e Hooker, para quem Fitch preparava ilustrações para vários livros, que levou Fitch a deixar a revista Curtis's, onde desde longa data trabalhava e tinha publicado um enorme acervo de ilustrações. Como a Curtis's Botanical Magazine desde há larga data requeria um ilustrador a tempo inteiro, quando procuravam um candidato para subtituir Fitch, Joseph D. Hooker lembrou-se da sua prima segunda Matilda Smith, que foi por ele induzida a mudar de ilustradora botânica de Kew Gardens para a revista. Rapidamente aprendeu o ofício que o seu imediato predecessor havia descrito como «a análise de uma flor seca, de um exemplar de herbário, talvez muito pequena, carcomida e pegajosa, e que não tem analogia evidente com qualquer outra planta conhecida».
Matilda Smith tornou-se rapidamente no ilustrador chave na revista, inicialmente trabalhando ao lado de Harriet Anne Thiselton-Dyer. No período de 1879 a 1881, cada edição incluía cerca de 20 dos seus desenhos, e em 1887 ela era quase a única ilustradora da revista. Em 1898, passou a ser a única artista oficial da revista. Ao longo dos mais de quarenta anos que medeiam entre 1878 e 1923, Smith desenhou mais de 2 300 ilustrações para a revista, no total apenas 600 a menos do que Fitch, embora tenha recebido muito menos reconhecimento por essa conquista em sua própria vida do que aquele.
Esta falta de reconhecimento, em boa parte por ser mulher, ainda está refletido em obras de meados do século XX, como a do professor de arte Wilfrid Blunt, que no seu livro The Art of Botanical Illustration, a caracteriza como uma artista de habilidades inferiores, elogiando vagamente o seu charme, a sua ética de trabalho e a sua utilidade na criação de um registo de plantas de outra forma não retratadas. Nesta análise, aquele crítico segue um padrão, percetível pela primeira vez na era vitoriana, de desvalorização progressiva da botânica e da arte botânica à medida que as mulheres entraram profissionalmente naquelas atividades. Outros autores, porém, tanto agora quanto na própria época, admirearam a clareza e a precisão do seu traço, para além de que as suas quatro décadas de emprego no centro do mundo botânico britânico atestam o valor duradouro das suas habilidades.
No decorrer da longa associação de Matilda Smith com os Kew Gardens, a artista criou mais de 1500 ilustrações para os volumes de Icones Plantarum, um levantamento monumental das plantas de Kew, editado por Hooker. Começando com a ilustração n.º 1354, Smith foi a única artista desta série, com fundos garantidos para a manter naquela função pelo tempo que ela quisesse.
Também realizou a reprodução de gravuras para a biblioteca da instituição, elaborando reproduções de placas ausentes em volumes incompletos existentes na Biblioteca de Kew. Foi também o primeiro artista botânico a retratar extensivamente a flora da Nova Zelândia. Smith era especialmente admirada pela sua capacidade de criar ilustrações confiáveis a partir de plantas secas, achatadas e às vezes de espécimes imperfeitos. As suas contribuições excecionais para Kew Gardens levaram a que fosse designada como a primeira artista botânica oficial de Kew Gardens em 1898.
Em 1921, no ano em que se aposentou de Kew, foi admitida como associada da Linnean Society of London, sendo a segunda mulher eleita sócia daquela instituição, que ao tempo tinha 25 sócios como o número máximo de memebros. Em 1926 foi distinguida com a Medalha Memorial Veitch de Prata (Silver Veitch Memorial Medal) da Royal Horticultural Society pelo seu trabalho de desenho botânico em geral e pelas suas contribuições para o Curtis's Botanical Magazine em particular.
Matilda Smith faleceu a 5 de janeiro de 1927 em Gloucester Road, Kew, e foi sepultada a 9 de janeiro no Richmond Cemetery.
O seu apelido é o epónimo dos nomes genéricos: Smithiantha Kuntze (Gesneriaceae); Smithiella Dunn (Urticaceae). O Matilda Smith Memorial Prize, suportado pela  Kew Guild, foi criado em sua memória e atribuído ao melhor aluno de trabalhos práticos que frequente a instituição.

## Publicações
Entre outras, é autora das seguintes obras:
- Thomas Frederick Cheeseman, William Botting Hemsley, Matilda Smith. 1914. Illustrations of the New Zealand flora. Wellington, John Mackay, Gov. Print., 1914 (1163 pp.).
- Francis Blackwell Forbes, William Botting Hemsley, Matilda Smith. 1905. Enumeration of all the plants known from China proper, Formosa, Hainan, the Corea, the Luchu archipelago, and the island of Hongkong: together with their distribution and synonymy. Volumen 36. Editor The Linnean Society, 465 pp. Edición	reimpresa de Koeltz Scientific, 1980, 521 pp. ISBN 3-87429-173-1

## Galeria
Ilustrações produzidas por Matilda Smith para o Curtis's Botanical Magazine
- Pandanus furcatus, 1916.
- Costus spectabilis, 1905.
- Passiflora sanguinolenta, 1900.
- Echinocereus fendleri, 1880.
- Phyteuma comosum, 1880.
- Lilium henryi, 1891.
- Lonicera hispida (as L. chaetocarpa), 1919.
- Coula edulis, gravura de Matilda Smith (1906).
- Gravura de Amorphophallus titanum, da autoria de Matilda Smith, publicada em Curtis's, 1891.